# Sebastian Heilmann

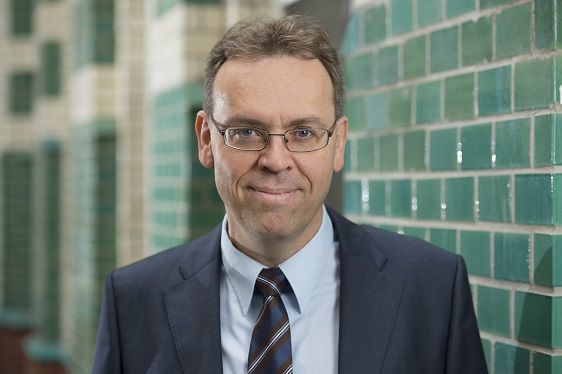
Sebastian Heilmann (2013)

Sebastian Heilmann (* 1965 in Offenbach am Main) ist ein deutscher Politikwissenschaftler und Sinologe und seit 1999 Professor an der Universität Trier. Von 2013 bis 2018 war er Gründungsdirektor des Mercator Institute for China Studies (MERICS), das von der Stiftung Mercator gegründet wurde, um gegenwartsbezogene und praxisorientierte China-Forschung zu betreiben und die Erkenntnisse der Öffentlichkeit zu vermitteln.

## Leben
Heilmann studierte von 1984 bis 1990 Politikwissenschaft, Sinologie und Vergleichende Sprachwissenschaft in Tübingen und Nanjing (VR China). Anschließend war er zu Forschungsaufenthalten an der Stanford University und in Peking.
1993 promovierte Heilmann bei Jürgen Domes an der Rechts- und Wirtschaftswissenschaftlichen Fakultät der Universität des Saarlandes.
Von 1994 bis 1999 war er Wissenschaftlicher Referent für die Politik Chinas am Institut für Asienkunde in Hamburg. Während dieser Zeit war er Leiter mehrerer Drittmittelprojekte und beriet u. a. die Bundesregierung, das Bundespräsidialamt, Senat und Bürgerschaft in Hamburg sowie politische Stiftungen. 1999 habilitierte Heilmann sich an der Westfälischen Wilhelms-Universität in Münster und lehrte dort anschließend kurzzeitig als Privatdozent. Im selben Jahr erhielt er einen Ruf auf eine C4-Professur für Politikwissenschaft im Bereich Regierungslehre mit Schwerpunkt Ostasien an die Universität Trier.
2000–2006 leitete Heilmann die Forschungsgruppe Aktienmarktregulierung (Research Group on Equity Market Regulation, REGEM) an der Universität Trier, unter Beteiligung von Finanzmarktteilnehmern aus Luxemburg und Frankfurt. 2005–2006 war Heilmann Gast am Fairbank Center der Harvard University und forschte dort zur chinesischen Wirtschafts- und Innovationspolitik. In den Jahren 2007 und 2009 fungierte er als „Coordinate Scholar“ am Harvard-Yenching Institute im Rahmen eines mehrjährigen Forschungs- und Publikationsprojektes, das sich mit den Grundlagen von „Adaptive Authoritarianism“ in China befasste. 2011/2012 war er Visiting Fellow an der Oxford University (Merton College und China Centre).
Heilmann leitete von 2010 bis 2013 die vom Bundesforschungsministerium geförderte Projektgruppe „Industrie und Technologiepolitik der VR China“. 2012 wurde Heilmann ins Editorial Board der Fachzeitschrift The China Quarterly berufen. Er leitete von 2013 bis August 2018 das in Berlin ansässige Mercator Institute for China Studies (MERICS). MERICS entwickelte sich in dieser Zeit zu einer der wichtigsten europäischen Institutionen der Chinaforschung.
Teil des MERICS ist u. a. eine European China Policy Unit, die europäische Entscheidungsträger informiert und Formate zum Austausch über die europäische Chinapolitik anbietet.
Heilmanns Forschungs- und Publikationstätigkeit ist auf Chinas Regierungssystem, Chinas internationale Beziehungen sowie Wirtschafts- und Innovationspolitik gerichtet. Er hat u. a. das umfangreiche Werk Das Politische System der Volksrepublik China auf Deutsch und Englisch herausgegeben. Heilmann teilte 2018 mit, aus familiären Gründen auf seine Professur an der Universität Trier zurückzukehren.
2014 wurde Heilmann als einer von 15 deutschen Vertretern in das Deutsch-Chinesische Dialogforum aufgenommen. Dieses Beratungsforum wurde 2005 von den Regierungen beider Länder mit dem Ziel eines breit gefassten nichtstaatlichen Dialogs und der bilateralen Vertrauensbildung gegründet.

## Forschungsschwerpunkte
- Politisches System und Wirtschaftspolitik in der VR China.
- Chinas Außenpolitik und Außenwirtschaft.
- Politikinnovation durch Experimentalprogramme im internationalen Vergleich.

## Schriften (Auswahl)
- Die Seidenstraßen-Illusion: Mythen und Realitäten eines eurasischen Superkontinents unter chinesischer Vorherrschaft. Schriftenreihe der Vontobel-Stiftung. Zürich 2020
- Red Swan: How Unorthodox Policy-Making Facilitated China’s Rise. Hong Kong: Chinese University Press, 2018.
- Hrsg.: Das politische System der VR China. 2016, 3. Aufl., Springer 2016. ISBN 978-3-65807227-8.
  - Hrsg.: China's Political System. Lanham u. a.: Rowman & Littlefield, 2017. ISBN 978-1-4422-7734-2, ISBN 1-4422-7734-3.
- Hrsg. mit Matthias Stepan: China’s Core Executive: Leadership Styles, Structures and Processes under Xi Jinping, MERICS Papers on China 1, Berlin 2016.[4]
- mit Dirk H. Schmidt: China's Foreign Political and Economic Relations: An Unconventional Global Power, 2014 (komplett neue bearbeitete internationale Auflage der deutschen Fassung von 2012)
- mit Lea Shih / Andreas Hofem: National Planning and Local Technology Zones: Experimental Governance in China’s Torch Programme. In: The China Quarterly, Dezember 2013.
- mit Oliver Melton: The Reinvention of Development Planning in China, 1993–2012. In: Modern China, November 2013.
- mit Dirk H. Schmidt: Außenpolitik und Außenwirtschaft der VR China. 2012.
- Hrsg. mit Elizabeth J. Perry: Mao's Invisible Hand: The Political Foundations of Adaptive Governance in China. Harvard University Press, 2011.
- Hrsg. et alii: Der chinesische Aktienmarkt, 2002.
- Die Politik der Wirtschaftsreformen in China und Russland, 2000.